# スカイパークあざみ台
スカイパークあざみ台（スカイパークあざみだい）は、大分県竹田市久住町にかつてあった展望台である。

## 概要
国道442号沿いの標高1038mの字見台（あざみだい）にあった展望台で、阿蘇五岳、祖母山、久住山が一望できる。
阿蘇くじゅう国立公園に属し、周囲にはくじゅう花公園や九重"夢"大吊橋などの観光スポットがある。また、本施設は大分県の里の駅に指定されていた。レストハウスや100台収容の駐車場も整備され、大分県の郷土料理や地元の特産品を扱っていた。